# Western Digital
Вестерн Дигитал корпорација (енгл. Western Digital Corporation, WDC; познатија као Вестерн Дигитал, енгл. Western Digital, WD) је један од највећих произвођача рачунарских хард-диск јединица у свету. Она има дугу историју у електронској индустрији, као произвођач интегрисаних кола и производа за складиштење компаније. Вестерн Дигитал је основан 23. априла 1970. од Алвина Б. Филипса, запосленог у Мотороли, као Генерал Дигитал (енгл. General Digital), иницијално (и кратко) произвођач МОСФЕТ (енгл. MOSFET) отпорника за тестирање. Та компанија је брзо постала специјалиста за прављење полупроводника, са старт-уп капиталом обезбеђеног од стране неколико индивидуалних инвеститора и индустријски гигант Емерсон Електрик. Јула 1971. су усвојили своје тренутно име и убрзо је представили свој први производ - WD1402А.

## Кључне иновације
Вестерн Дигитал је одговоран за низ иновација, укључујући
- 1971 - WD1402А, први сингл-чип УАРТ
- 1976 - WD1771, први сингл-чип флопи диск контролер
- 1981 - WD1010, први сингл-чип СТ-506 контролер
- 1983 - WD1003 хард-диск контролер, претходник АТА стандарда
- 1986 - У сарадњи са Компаком развијен АТА
- 1986 - WD33Ц93, један од првих СЦСИ интерфејс чип
- 1987 - WD7000, први бус-мастер ИСА СЦСИ контролер
- 1987 - WD37Ц65, први сингл-чип ПЦ / АТ компатибилан са флопи диск контролером
- 1988 - WD42Ц22, први сингле-цип контролер АТА хард-диска
- 1990 - Уведени Кавијар дискови
- 2001 - Први масовни ИДЕ диск са 8 MB бафером
- 2003 - Први САТА диск који ради на 10.000 рпм